# Markus Gier
Markus Gier (født 1. januar 1970 i Sankt Gallen, Schweiz) er en schweizisk tidligere roer og olympisk guldvinder, bror til Michael Gier.
Gier vandt guld i letvægtsdobbeltsculler ved OL 1996 i Atlanta sammen med sin storebror Michael Gier. Det var første gang nogensinde disciplinen var på det olympiske program. Schweizerne vandt guld efter en finale, hvor Holland fik sølv, mens New Zealand tog bronzemedaljerne. Brødrene deltog i samme disciplin ved OL 2000 i Sydney, hvor de dog kun blev nr. 5.
Gier vandt desuden en VM-guldmedalje i letvægtsdobbeltsculler ved VM 1995 i Tampere, Finland.

## OL-medaljer
- 1996:  Guld i letvægtsdobbeltsculler